# 松昭教
松 昭教（まつ あきのり、1972年5月10日 - ）は日本のブックデザイナー、装幀家である。
株式会社ブックウォール 代表取締役。

## 経歴・人物
種子島で生まれる。奈良県育ち。
京都精華大学ヴィジュアルコミュニケーション学科　卒業
1997年　STRATA3Dで、キャラクターやイラストを製作。イラストレーターおよび、デザイナーとして数年活動する。
1998年　樋口陽介氏と一緒に３DCGを中心にしたデザインユニットInherirt visualsを結成。その後、個人名義でフリーの装丁家として活動。バンタンデザイン研究所の特別講師として1年務める。
1999年　書籍の装丁、エディトリアルデザインを中心に活動するデザイン事務所として、松昭教デザイン事務所を設立。
2000年　ERS-300 AIBOのコンペに参加。採用はされなかったが、デザイン、企画アイデアを買われる。
2009年　松昭教デザイン事務所を法人化、株式会社ブックウォール設立。
作家の誉田哲也、伊坂幸太郎、たかのてることの交流がある。

## 主な装幀作品
- 『陽気なギャングが地球を回す』　祥伝社　2003年
- 『SOSの猿』　中央公論新社　2009年
- 『アイネクライネナハトムジーク』　幻冬舎　2014年
- 『クジラアタマの王様』　NHK出版　2019年

　等　伊坂幸太郎作品全般
- 『ジウ』シリーズ　中央公論新社　2005年～2019年
- 『ヒトリシズカ』　双葉社　2008年
- 『ケモノの城』　双葉社　2014年

　等　誉田哲也作品
- 『厭な小説』　京極夏彦　祥伝社　2009年
- 『過ぎ去りし王国の城』宮部みゆき　KADOKAWA 2015年
- 『北条早雲』シリーズ　富樫倫太郎　中央公論新社　2013年～2018年

## 著書

### 単著

#### ぷうちゃんのえほんシリーズ(まつ あきのり名義)
- 『ぷぷぷのぷ 』(ぷうちゃんのえほん)　ポプラ社　2014年
- 『おともだちのぷ』 (ぷうちゃんのえほん) 　ポプラ社　2014年
- 『かくれんぼのぷ』 (ぷうちゃんのえほん) 　ポプラ社　2015年

### 共著
- 『青のない国』　風木一人・長友啓典との共著[1]　小さい書房　2014年
- 『3時のおやつ ふたたび』 (ポプラ文庫)　共著　ポプラ社　2016年

### 参加
- 『今すぐ読みたい! 10代のための YAブックガイド150! 2』　金原瑞人/ひこ・田中監修　ポプラ社　2017年